# Gamsen (Gifhorn)
Gamsen ist ein Ortsteil der Stadt Gifhorn im niedersächsischen Landkreis Gifhorn.
Auch nach seiner Eingemeindung bildet Gamsen als größter Ortsteil im nördlichen Stadtgebiet ein Grundzentrum für umliegende Orte.

## Geographie
Im Übergangsbereich zwischen Harz und Heide erstreckt sich im Norden von Gifhorn das Gebiet des Ortsteils Gamsen. Neben dem Ortskern sind das Naherholungsgebiet im Pulschmoor und am Erikasee/Wildsee sowie der Marie-Luisenhof, auf dem sich heute eine Reitschule befindet, Wohnplätze in der Gemarkung Gamsen.

### Nachbarorte
Gamsen grenzt im Uhrzeigersinn an die Feldmarken folgender Ortschaften: Nordwestlich Ummern, nördlich Kästorf, Wagenhoff, Wesendorf und Westerholz, nordöstlich Wahrenholz, östlich Triangel und Neudorf-Platendorf, südlich Gifhorn, südwestlich Neubokel sowie westlich Wilsche. Nächstgelegene größere Städte sind Wolfsburg, Braunschweig und Celle.

## Geschichte
Gamsen gehört zu den -hausen-Orten. Die Forschung datiert deren Entstehung in diesem Teil Niedersachsens in das 7. bis 9. Jahrhundert (ältere, evtl. jüngere Rodeperiode). Erstmals erwähnt wurde der Ort erst im hohen Mittelalter 1214 als Gamenhusin in einer Urkunde Ottos IV., die auf das Jahr 1213 datiert ist, danach 1248 als Gamenhusen und 1390 als Gamensen.
Seit seiner ersten Erwähnung gehörte Gamsen zum welfischen Herrschaftsgebiet. In den Erbteilungen des Welfenhauses wechselte der Ort mehrfach die Herrschaft und gehörte seit der Teilung von 1428 dauernd zur Lüneburger Linie. Mit der Herausbildung einer Verwaltungsgliederung im Fürstentum Lüneburg (um 1500) gehörte Gamsen zur Hausvogtei Gifhorn als Teil des Amtes Gifhorn.
Gamsen gehörte im Mittelalter zusammen mit dem Nachbarort Kästorf zum Kirchspiel der St.-Petri-Kirche in Müden (Aller) im Bistum Hildesheim. Die St.-Nicolai-Kirche in Gifhorn gehörte zu dieser Zeit zum Bistum Halberstadt. Die Ise bildete die Grenze zwischen beiden Bistümern. Erst nach Einführung der Reformation wurde Gamsen nach Gifhorn eingepfarrt (nach 1530).
Die Grundherrschaft lag beim Landesherren, der 1248 auch den Kirchenzehnten in einem Tausch vom Kloster Isenhagen erworben hatte. Die Leibeigenschaft oder eine sonstige Form der persönlichen Unfreiheit aufgrund der Bewirtschaftung eines Hofes gab es wie im gesamten welfischen Herrschaftsgebiet nicht.
Seit 1840 wurden die bestehenden Dienstbarkeiten gegenüber dem Landesherrn nach und nach abgelöst. In den Generalteilungen von 1840 bis 1845 wurden die Grenzen zu den Nachbargemeinden erstmals festgelegt. Durch die Spezialteilung zwischen 1846 und 1863 wurde das Land unter den bestehenden Höfen neu aufgeteilt. Dabei wurden auch neue Existenzmöglichkeiten geschaffen.
Bis 1927 gehörte zur Gemeinde Gamsen die Ortschaft Wagenhoff, die seitdem eine eigene Gemeinde bildet, und, im Gegensatz zu Gamsen, auch heute noch selbstständig ist. Auf der Karte stellt die Gemarkung im Norden noch heute einen fast rechtwinkligen Ausschnitt dar, da sonst die Nordgrenze eine gerade Linie bildet.
Seit 1968 bildete die Gemeinde Gamsen zusammen mit den Gemeinden Neubokel und Wilsche die Samtgemeinde Gamsen mit Sitz in Gamsen.
Im Jahr 2013 wurde Gamsen 800 Jahre alt. Aus diesem Grund fand Anfang September ein großes Festwochenende am Dorfgemeinschaftshaus statt.

### Heutige Verwaltungseinheit
Die vormalige Gemeinde Gamsen wurde im Zuge der niedersächsischen Gebietsreform am 1. März 1974 zusammen mit den ehemals selbstständigen Gemeinden Kästorf, Wilsche, Neubokel und Winkel in die Stadt Gifhorn eingemeindet.
Bewohner der Gemeinde Gamsen leisteten vehementen Widerstand gegen die Eingemeindung. Das gipfelte 1974 in der Abladung von mehreren Fuhren Mist im und am Gifhorner Rathaus.

## Vereine und Organisationen

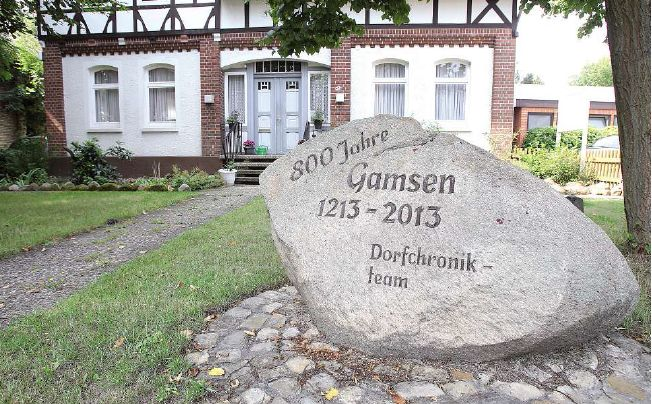
Gedenkstein zur Dorf-Chronik, 2013

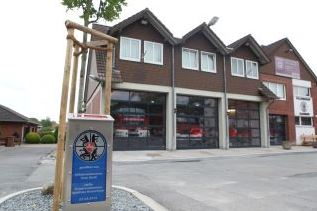
Feuerwehrhaus Gamsen, 2016

Im Dorf sind verschiedene Vereine aktiv. Die Schützengilde Gamsen ist die älteste Vereinigung, die eine offizielle Vereinsgründung erst Ende des 20. Jahrhunderts vornahm. Erstmals erwähnt wird das Gamser Schützenwesen in einem Gerichtsprotokoll aus dem Jahre 1656. Damit zählt die Gamser Schützengilde zu den traditionsreichsten Schützenvereinen im Landkreis Gifhorn. Die Königshistorie lässt sich bis ins Jahr 1796 zurückverfolgen. Die Uniform der Jungschützen hat ebenso eine lange Geschichte. Auf Fotos des Schützenfestes 1904 ist sie bereits in ihrer heutigen Form zu sehen.
Das Sammeln von Eiern und Speck am Schützenfestsamstag hat in Gamsen eine lange Tradition. Die Schnurrgarde gibt es seit über 150 Jahren. Das Schützenfest findet jährlich am Himmelfahrtswochenende statt, ursprünglich beginnend an Himmelfahrt, seit Anfang der 2000er Jahre am Freitag danach.
Der Männerturnverein Gamsen besteht seit 1909. Mit rund 1000 Mitgliedern zählt er zu den mitgliederstärksten der Region. Er ist unterteilt in die Sparten Fußball, Jugendfußball, Gymnastik, Tennis, Tanzen, Tischtennis, Cheerleading und Volleyball. Der Sport findet auf dem Sportplatz, in den Turnhallen Nord und Köthnerstraße und im Dorfgemeinschaftshaus statt.
Der Ortsverband des Deutschen Roten Kreuzes feierte 2013 sein 60-jähriges Jubiläum. Außerdem bestehen in Gamsen die 1970 gegründete Anglergemeinschaft, der Männergesangsverein von 1899, die Kyffhäuser-Kameradschaft von 1890, die sich 1970 aus den Kyffhäusern abgespaltete Isetaler Brass Band, der Kleingartenverein von 1947, der Sozialverband (ehemals Reichsbund) seit 1952, sowie die Realgemeinde Gamsen.
Die Freiwillige Feuerwehr nimmt neben ihren öffentlich-rechtlichen Aufgaben am Dorfleben teil. Sie wurde im Jahr 1876 als erste Dorffeuerwehr im Landkreis Gifhorn gegründet. Heute (Stand: 2023) hat sie 634 Mitglieder, darunter 81 in der Einsatzabteilung, 28 Jugendfeuerwehr- und 21 Kinderfeuerwehrleute sowie rund 483 Fördernde und 21 in der Altersabteilung. Die Ortsfeuerwehr ist eine Stützpunktwehr und gliedert sich aber aufgrund der örtlichen Belange aber in erweiterte Zugstärke. Hierfür stehen als Fahrzeuge ein TLF 16/25 (mit Gruppenbesatzung), ein LF 10/6 (Gruppe), ein GW-L1 (Staffel) und ein Mannschaftstransportfahrzeug zur Verfügung. Des Weiteren hält die Altersgruppe die 1912 gebaute Handdruckspritze einsatzbereit. Im Jahr 2012 veranstaltete die Feuerwehr einen Wettkampf zwischen historischen Handdruckspritzen aus dem Kreisgebiet anlässlich des einhundertjährigen Betriebsjahres.

## Schule
In Gamsen gab es seit 1654 einen Schulmeister. Lange Zeit wurde der Unterricht auf den verschiedenen Höfen reihum abgehalten. Erst Ende des 17. Jahrhunderts bekam Gamsen sein eigenes Schulhaus. Dieses brannte 1722 beim großen Brand jedoch mit als erstes nieder. So wurde 1723 ein neues Gebäude am Nordende der Köthnerinsel errichtet, welches bis 1910 in Betrieb war. Danach war dieses Haus zu marode und musste durch einen Neubau auf der gegenüberliegenden Seite ersetzt werden, heute bekannt als „alte Schule“. Im Laufe der letzten 70 Jahre kam das daneben liegende HJ-Heim hinzu, mehrere Anbauten wurden vorgenommen.
Bis 1990 war Gamsen Hauptschulstandort, seitdem ist die Wilhelm-Busch-Schule lediglich eine Grundschule.

## Religion

### Evangelische Gemeinden

#### Epiphanias-Kirchengemeinde Gamsen-Kästorf
Die Epiphaniasgemeinde wurde 1993 aus der St.-Nikolai-Landgemeinde gebildet. Bereits 1990 wurde die gleichnamige Kirche in Gamsen gebaut, welche über keinen Kirchturm verfügt. Die Gemeinde hat mehr als 1000 Mitglieder und gehört zum Kirchenkreis Gifhorn in der Landeskirche Hannover. Großen Aufsehen erregte man, als im Jahre 2008 ein Streit zwischen Gemeinde und Kirchenvorstand in einer Gemeindevollversammlung mündete, in der es um die vom Gemeindevorstand gewollte Versetzung der Pastorin ging, die aber bei den Gemeindemitgliedern in Gamsen beliebt war. Auch der NDR verfasste einen Beitrag über diesen Streit, der im Vorabendprogramm bei Hallo Niedersachsen gezeigt wurde. Am Ende jedoch konnten auch die über 1000 Unterschriften nicht helfen und die Pastorin wurde versetzt.

#### Evangelisch-Lutherische Philippusgemeinde
Die Evangelisch-Lutherische Philippusgemeinde gehört zum Kirchenbezirk Niedersachsen-Süd der Selbständigen Evangelisch-Lutherischen Kirche (SELK). Sie wurde 1996 gegründet. Nach starkem Gemeindewachstum hat sie 2001 die ehemalige Bäckerei Busse in Gamsen gekauft. Die Bäckerei wurde zu einem Gemeindezentrum mit Kirche umgebaut. Mit der Epiphaniasgemeinde bestehen gute ökumenische Kontakte.

### Islamische Vereinigung

#### Al Mescidu Takwa
Der Verein Al Mescidu Takva E.V. (arab. المسجد أتقوى) wurde 1998 in Isenbüttel gegründet. Mescit steht dabei für eine kleinere Moschee und Taqwā bedeutet Gottesfurcht. Im Jahr ist der Verein nach Gamsen umgezogen. Die etwa 100 Vereinsmitglieder sind größtenteils kurdischer Abstammung. Die Moschee unternimmt viele Aktivitäten für Kinder. Beispielsweise gibt es jedes Wochenende islamischen Religionsunterricht, daneben wird auch Förderunterricht für lernschwache Kinder angeboten.

## Politik

### Ortsrat
Im Ortsrat Gamsen sind folgende Fraktionen vertreten:
- CDU (3)
- SPD (2)
- FDP (1)
- Bündnis 90/Die Grünen (1)
- ULG (1)
- Die PARTEI  (1)

### Ortsbürgermeister
Ortsbürgermeister ist seit dem 15. November 2011 Dirk Reuß (CDU).

## Regelmäßige Veranstaltungen
- Jedes Jahr am Himmelfahrts-Wochenende findet das Gamser Schützenfest statt.
- Zur Gemeinschaftspflege der einzelnen Ortsteile wurde ein „Vier-Dörfer-Treffen“ eingerichtet.
- Ende November findet im Bereich der alten Schule ein Adventsmarkt statt.
- Am dritten Wochenende des Jahres richtet die Freiwillige Feuerwehr ihren Feuerwehrball im Dorfgemeinschaftshaus aus.

## Persönlichkeiten
- Johanna Tietge – Fußballspielerin